# Héming
Pour l’article homonyme, voir Heming (Palting).
Héming est une commune française située dans le département de la Moselle, en région Grand Est.
Cette commune se trouve dans la région historique de Lorraine et fait partie du pays de Sarrebourg.

## Géographie
Héming est située dans le sud du département de la Moselle. La commune est traversée par le canal de la Marne au Rhin et bordée par la route nationale 4.
| Barchain |             | Bébing    |
| Hertzing | Héming      |           |
|          | Neufmoulins | Xouaxange |

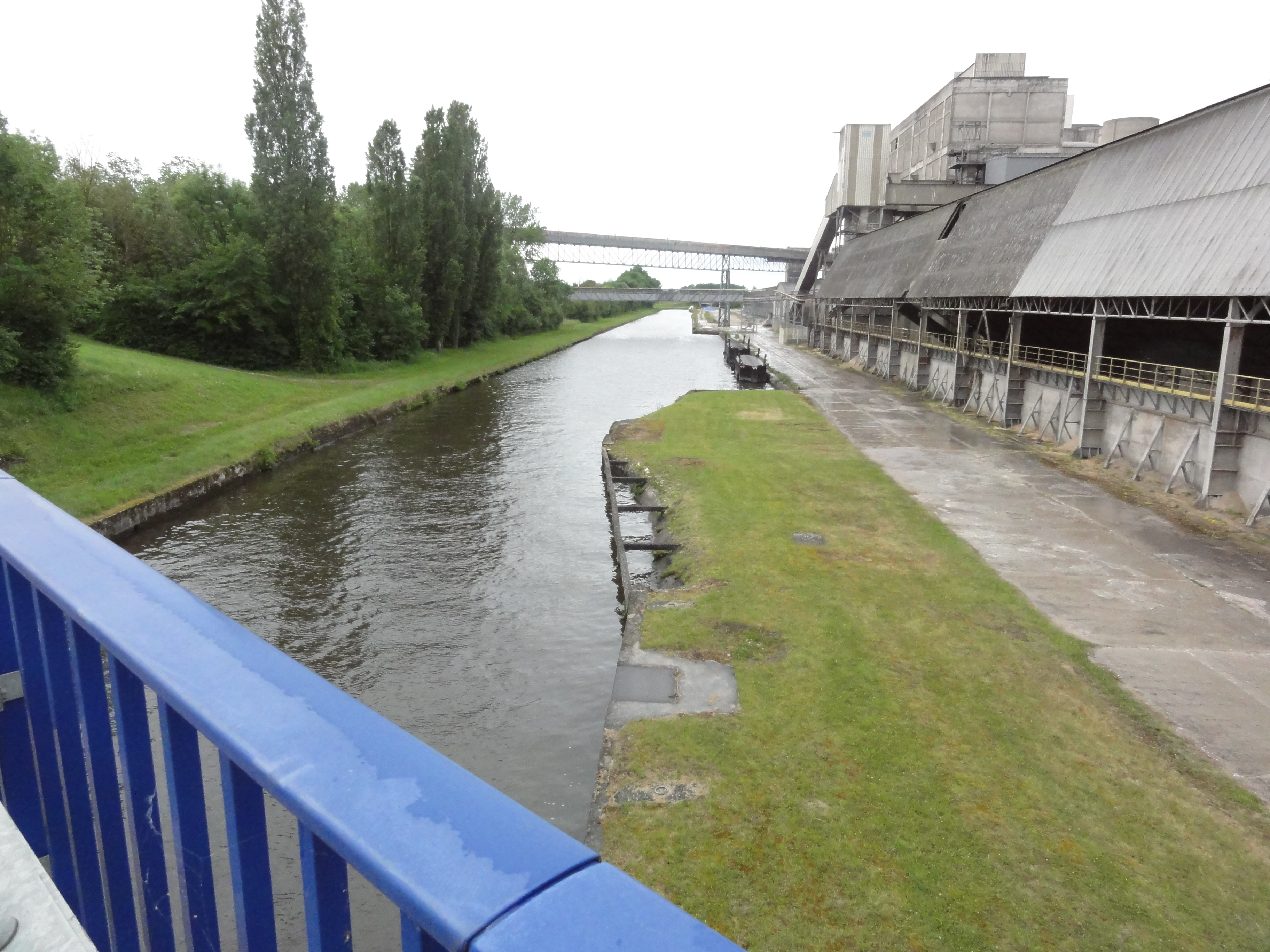
Canal de la Marne au Rhin à Héming.
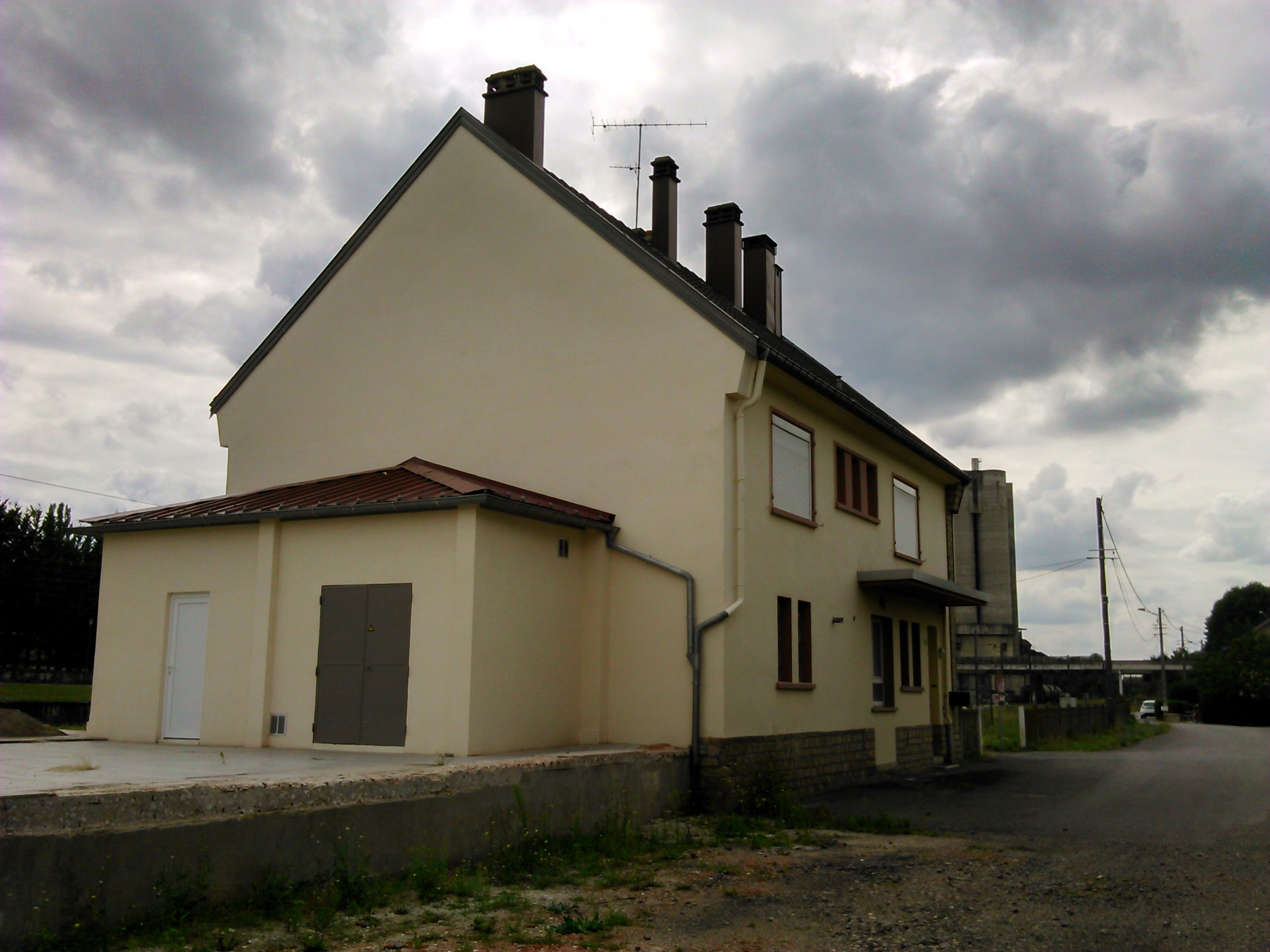
La gare de Héming.

### Voies ferrées
La gare de Héming se trouve sur la ligne Paris - Strasbourg. Elle est aujourd'hui fermée au service voyageurs mais toujours ouverte au service des marchandises.

### Hydrographie
La commune est située dans le bassin versant du Rhin au sein du bassin Rhin-Meuse. Elle est drainée par le canal de la Marne au Rhin, le ruisseau de Gondrexange, le ruisseau de l'Étang du Bois de Rinting et le ruisseau du Fortier.
Le canal de la Marne au Rhin, d'une longueur totale de 314 km, et 178 écluses à l'origine, relie la Marne (à Vitry-le-François) au Rhin (à Strasbourg). Par le canal latéral de la Marne, il est connecté au réseau navigable de la Seine vers l'Île-de-France et la Normandie.
Le ruisseau de Gondrexange, d'une longueur totale de 19,3 km, prend sa source dans la commune de Réchicourt-le-Château et se jette  dans la Sarre à Imling, après avoir traversé sept communes.

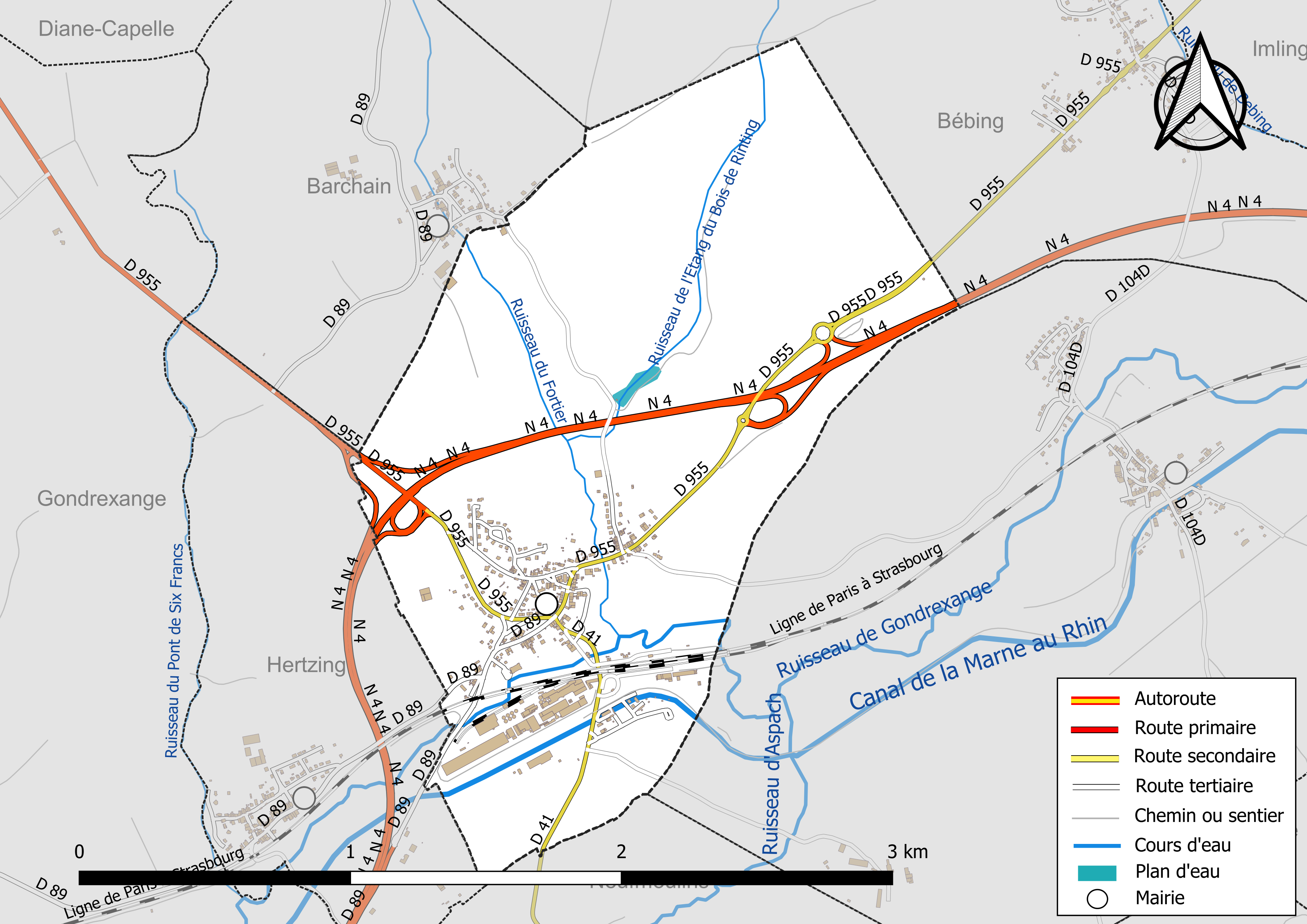
Réseaux hydrographique et routier d'Héming.

La qualité des eaux des principaux cours d’eau de la commune, notamment du canal de la Marne au Rhin et du ruisseau de Gondrexange, peut être consultée sur un site spécial géré par les agences de l’eau et l’Agence française pour la biodiversité.

### Climat
Pour des articles plus généraux, voir Climat du Grand Est et Climat de la Moselle.
En 2010, le climat de la commune est de type climat des marges montargnardes, selon une étude du Centre national de la recherche scientifique s'appuyant sur une série de données couvrant la période 1971-2000. En 2020, Météo-France publie une typologie des climats de la France métropolitaine dans laquelle la commune est exposée à un climat semi-continental et est dans la région climatique  Vosges, caractérisée par une pluviométrie très élevée (1 500 à 2 000 mm/an) en toutes saisons et un hiver rude (moins de 1 °C). 
Pour la période 1971-2000, la température annuelle moyenne est de 9,7 °C, avec une amplitude thermique annuelle de 16,8 °C. Le cumul annuel moyen de précipitations est de 975 mm, avec 12,5 jours de précipitations en janvier et 9,8 jours en juillet. Pour la période 1991-2020, la température moyenne annuelle observée sur la station météorologique de Météo-France la plus proche, « Nitting_sapc », sur la commune de Nitting à 5 km à vol d'oiseau, est de 10,4 °C et le cumul annuel moyen de précipitations est de 993,7 mm. 
La température maximale relevée sur cette station est de 37,9 °C, atteinte le 25 juillet 2019 ; la température minimale est de −19,4 °C, atteinte le 26 décembre 2010,,. 
Les paramètres climatiques de la commune ont été estimés pour le milieu du siècle (2041-2070) selon différents scénarios d'émission de gaz à effet de serre à partir des nouvelles projections climatiques de référence DRIAS-2020. Ils sont consultables sur un site spécial publié par Météo-France en novembre 2022.

## Urbanisme

### Typologie
Au 1er janvier 2024, Héming est catégorisée commune rurale à habitat dispersé, selon la nouvelle grille communale de densité à sept niveaux définie par l'Insee en 2022.
Elle est située hors unité urbaine. Par ailleurs la commune fait partie de l'aire d'attraction de Sarrebourg, dont elle est une commune de la couronne,. Cette aire, qui regroupe 87 communes, est catégorisée dans les aires de 50 000 à moins de 200 000 habitants,.

### Occupation des sols
L'occupation des sols de la commune, telle qu'elle ressort de la base de données européenne d’occupation biophysique des sols Corine Land Cover (CLC), est marquée par l'importance des territoires agricoles (80,1 % en 2018), en diminution par rapport à 1990 (81,9 %). La répartition détaillée en 2018 est la suivante : 
prairies (38,6 %), terres arables (27,9 %), zones agricoles hétérogènes (13,6 %), zones urbanisées (11,4 %), zones industrielles ou commerciales et réseaux de communication (7,7 %), forêts (0,8 %). L'évolution de l’occupation des sols de la commune et de ses infrastructures peut être observée sur les différentes représentations cartographiques du territoire : la carte de Cassini (XVIIIe siècle), la carte d'état-major (1820-1866) et les cartes ou photos aériennes de l'IGN pour la période actuelle (1950 à aujourd'hui).

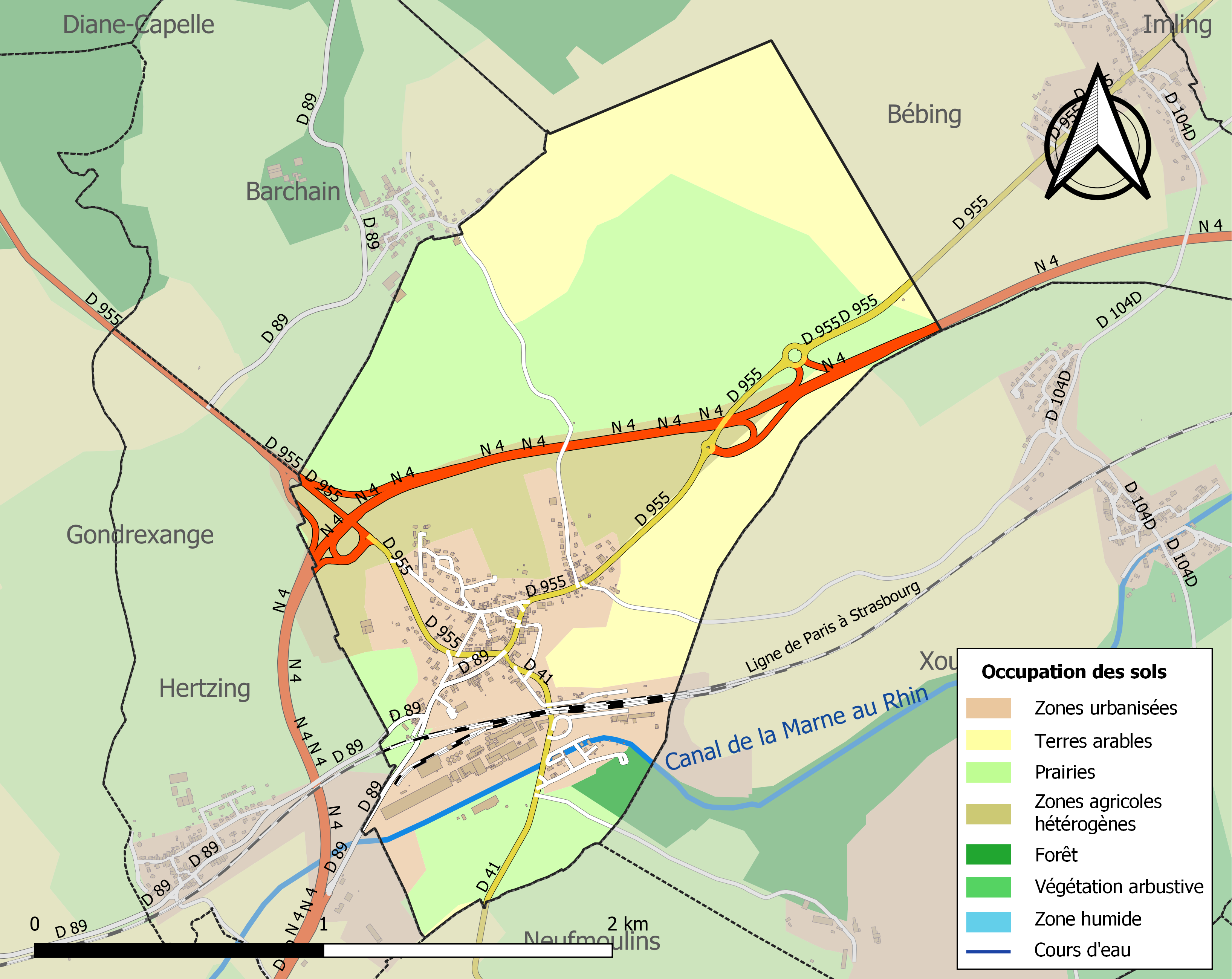
Carte des infrastructures et de l'occupation des sols de la commune en 2018 (CLC).

## Toponymie
Emmenovilla (715), Imminga (IXe siècle), Emmingen (1178), Helmingen (1267), Hemmingen et  Hemmyngen (XVe siècle), Hemingen (1594), Heimingen (1672), Leming (1801), Hemingen (1940–1944).

## Histoire
- Ancienne province de Lorraine.
- Village rattaché à la France en 1661 (traité de Vincennes).

## Politique et administration
| Période                                  | Période   | Identité        | Étiquette | Qualité |
| ---------------------------------------- | --------- | --------------- | --------- | ------- |
| Les données manquantes sont à compléter. |           |                 |           |         |
| mars 1983                                | mars 2008 | Marcel Grunwald |           |         |
| mars 2008                                | En cours  | Pascal Klein    |           |         |

## Démographie
L'évolution du nombre d'habitants est connue à travers les recensements de la population effectués dans la commune depuis 1793. Pour les communes de moins de 10 000 habitants, une enquête de recensement portant sur toute la population est réalisée tous les cinq ans, les populations de référence des années intermédiaires étant quant à elles estimées par interpolation ou extrapolation. Pour la commune, le premier recensement exhaustif entrant dans le cadre du nouveau dispositif a été réalisé en 2006.

En 2022, la commune comptait 495 habitants, en évolution de −1 % par rapport à 2016 (Moselle : +0,52 %, France hors Mayotte : +2,11 %).
| 1793 | 1800 | 1806 | 1821 | 1831 | 1836 | 1841 | 1846 | 1851 |
| ---- | ---- | ---- | ---- | ---- | ---- | ---- | ---- | ---- |
| 204  | 180  | 212  | 269  | 302  | 395  | 412  | 470  | 474  |

| 1856 | 1861 | 1871 | 1875 | 1880 | 1885 | 1890 | 1895 | 1900 |
| ---- | ---- | ---- | ---- | ---- | ---- | ---- | ---- | ---- |
| 408  | 436  | 453  | 466  | 481  | 410  | 367  | 362  | 593  |

| 1905 | 1910 | 1921 | 1926 | 1931 | 1936 | 1946 | 1954 | 1962 |
| ---- | ---- | ---- | ---- | ---- | ---- | ---- | ---- | ---- |
| 554  | 615  | 482  | 492  | 523  | 460  | 448  | 485  | 566  |

| 1968 | 1975 | 1982 | 1990 | 1999 | 2006 | 2011 | 2016 | 2021 |
| ---- | ---- | ---- | ---- | ---- | ---- | ---- | ---- | ---- |
| 581  | 494  | 506  | 452  | 458  | 484  | 505  | 500  | 495  |

| 2022 | - | - | - | - | - | - | - | - |
| ---- | - | - | - | - | - | - | - | - |
| 495  | - | - | - | - | - | - | - | - |

## Économie

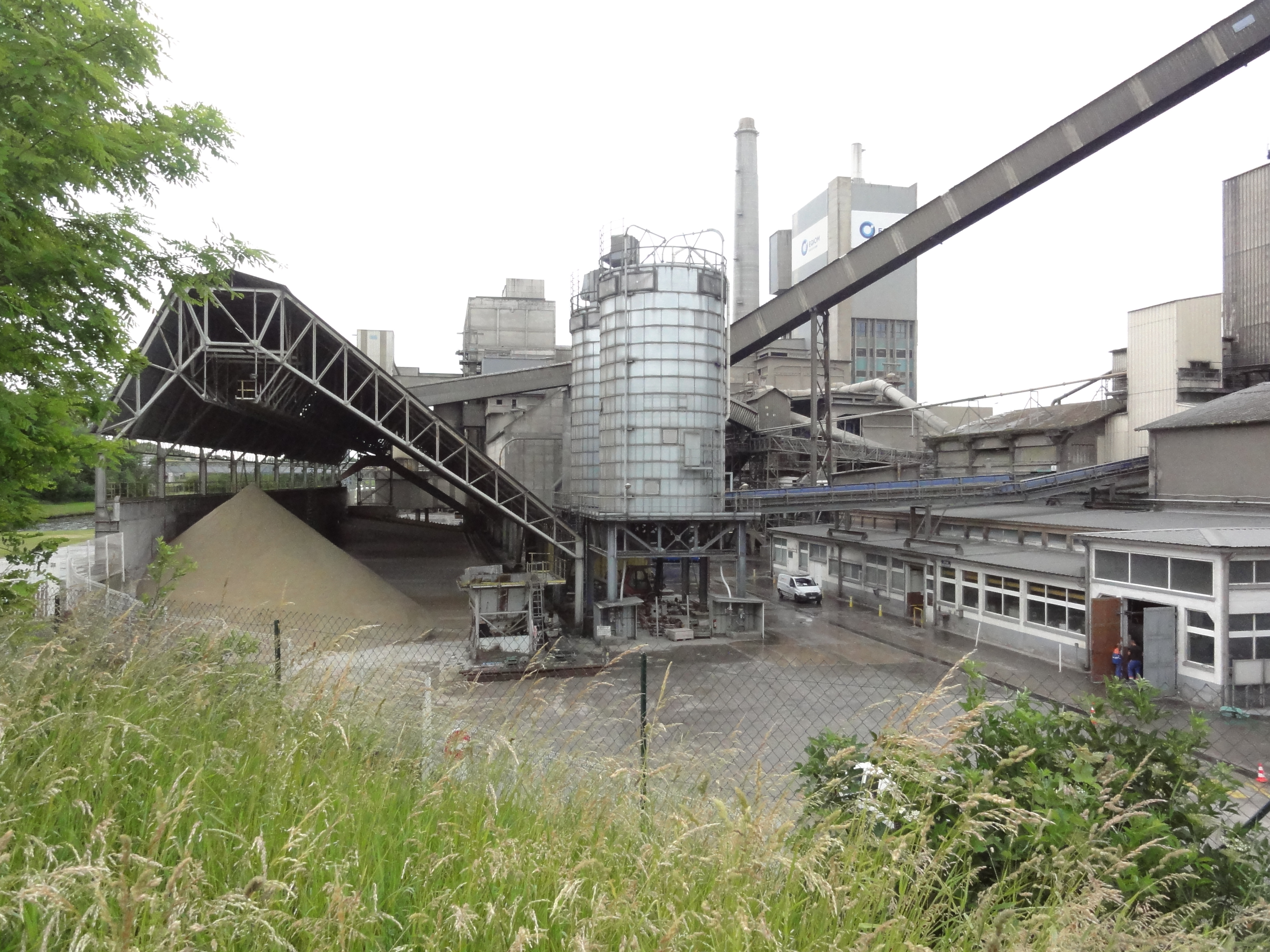
complexe industriel EQIOM de Héming

La commune possède une carrière et une cimenterie. La cimenterie appartient à Eqiom, filiale du groupe irlandais CRH.

## Culture locale et patrimoine

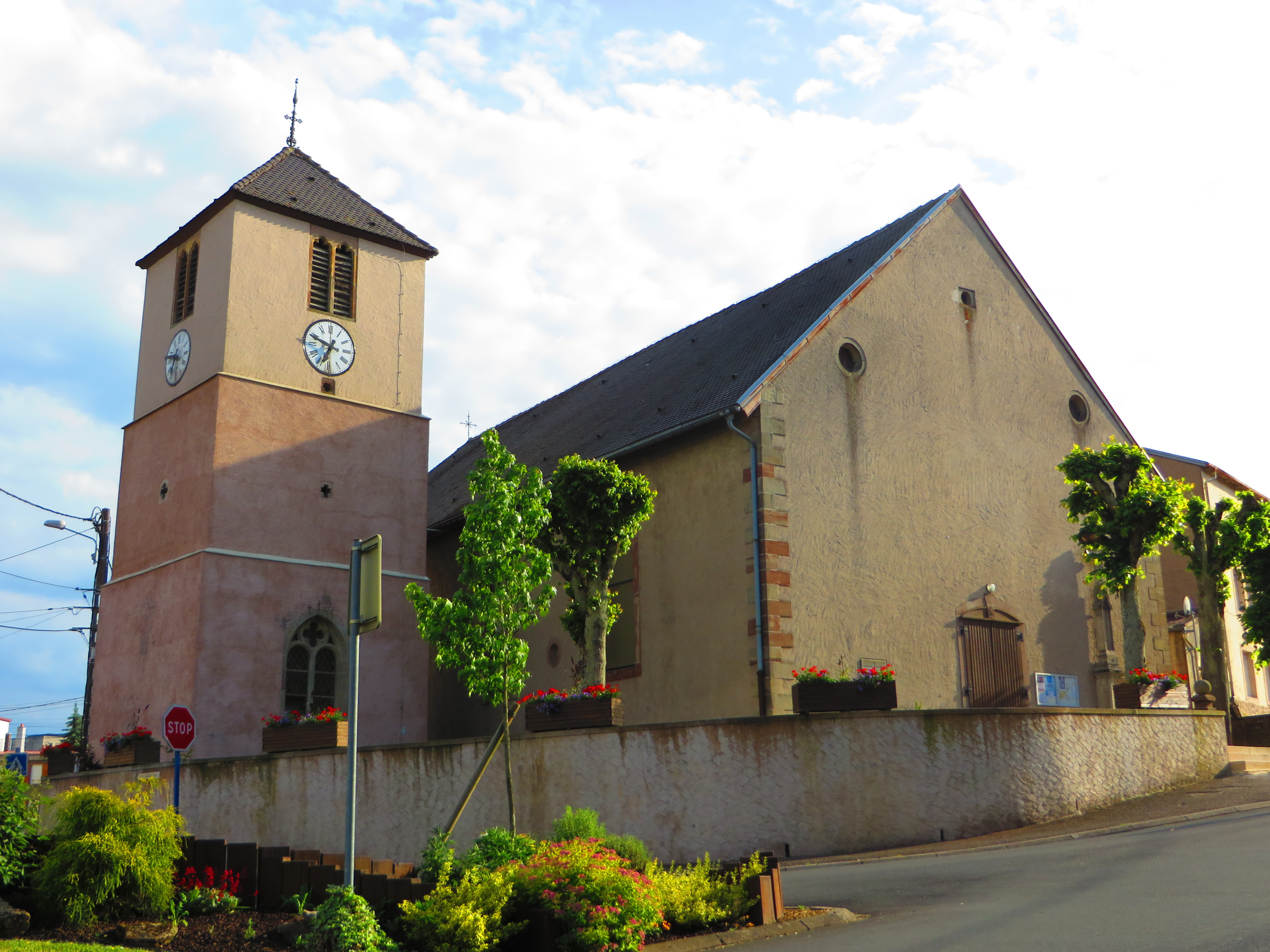
Église Saint-Nicolas.

### Lieux et monuments
- Cimetière mérovingien : tombes maçonnées.
- Petit patrimoine : croix et fontaines.

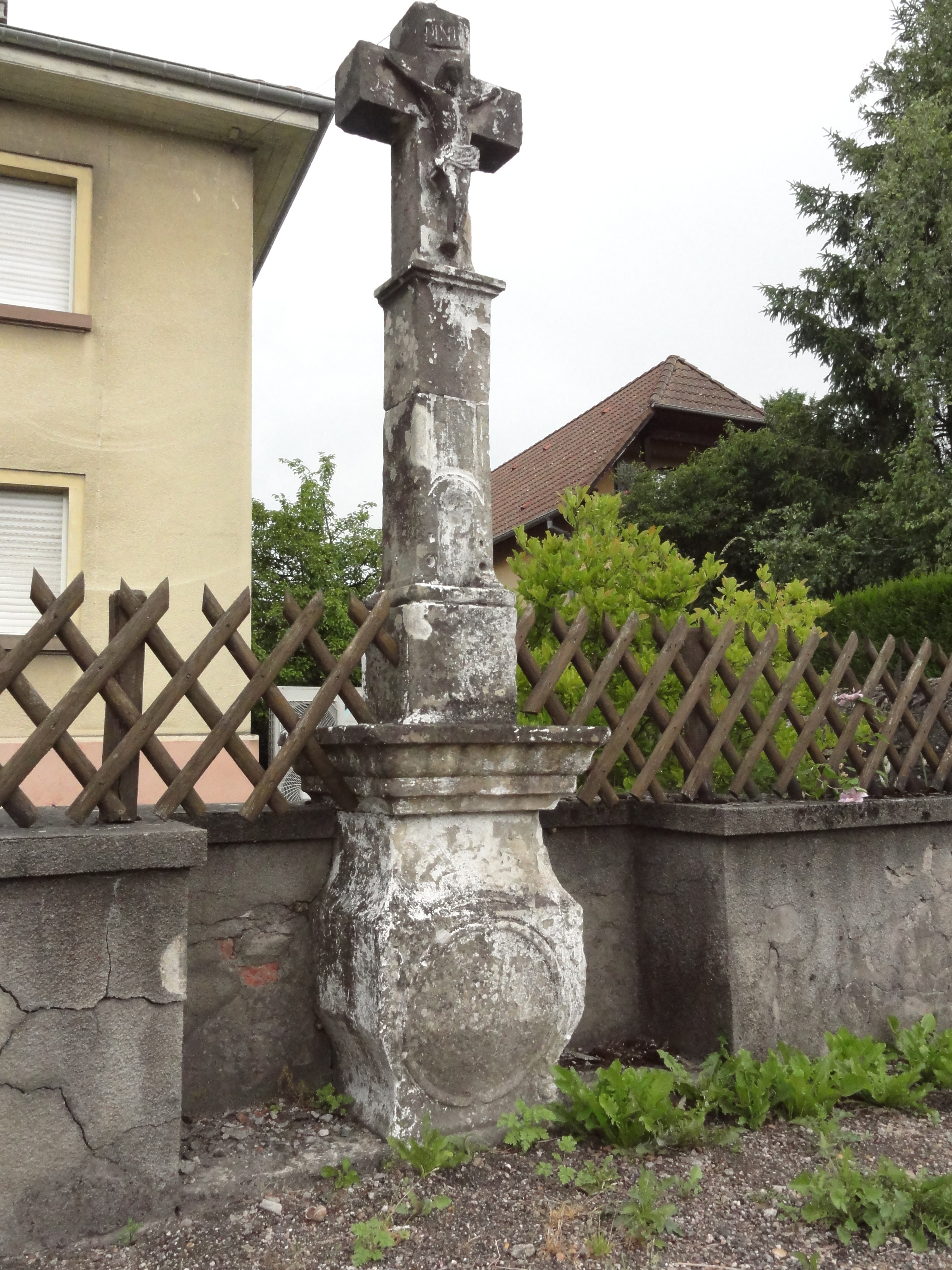
Croix de chemin, Route de Nancy.
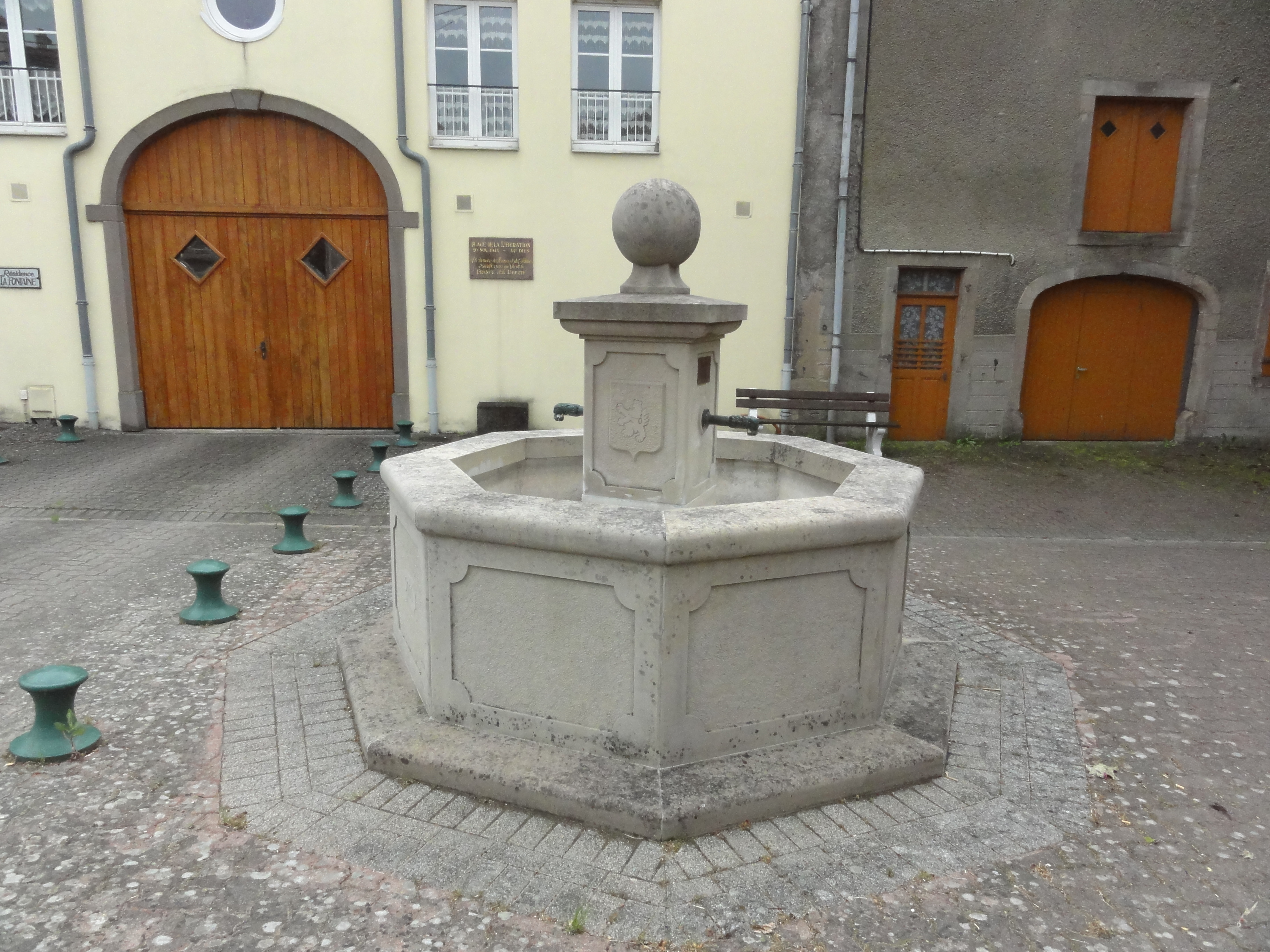
Fontaine hexagonale, Place de la Libération.
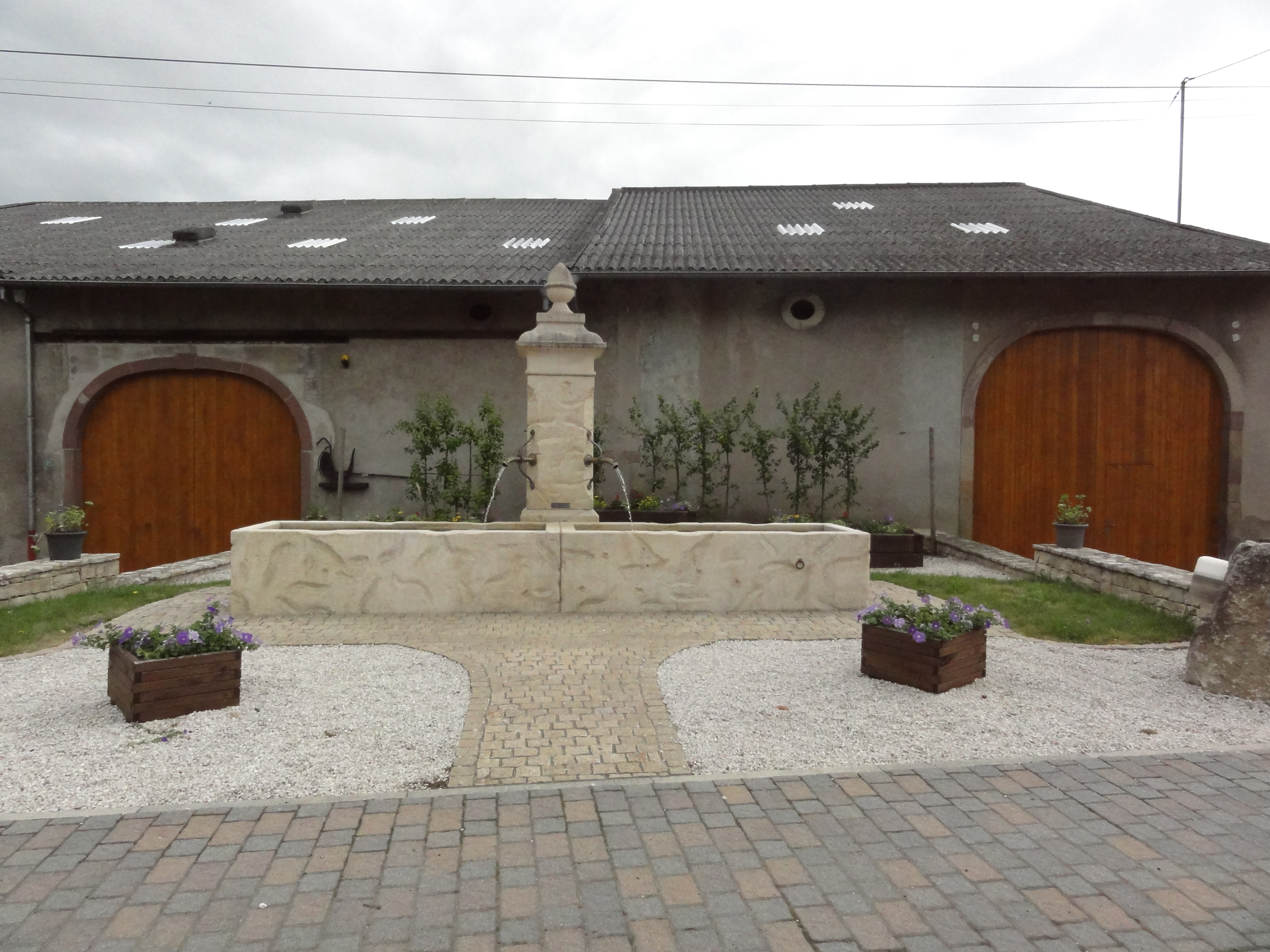
Fontaine double, Route de Strasbourg.

#### Édifice religieux
- Église paroissiale Saint-Nicolas, clocher médiéval remanié en 1629 ; chapelle du clocher, restaurée, supposée être le chœur de la première église ; église érigée en 1767 sur les fondations d'une église gothique, orientée sud-nord. Toits auparavant couverts en tuile plate droite. Du XVIe siècle à la Révolution, l'église dépendait des Lutzelbourg, qui en avaient le patronage.

### Héraldique
| Blason de Héming | Blason  | D'or au lion d'azur armé, lampassé et couronné d'or, surmonté de deux fleurs de lis d'azur. |
| Blason de Héming | Détails | Le statut officiel du blason reste à déterminer.                                            |

## Pour approfondir